# Traitsching
Traitsching é um município da Alemanha, no distrito de Cham, na região administrativa de Oberpfalz, estado de Baviera.